# Наґуркі-Ольшини
Наґуркі-Ольшини (пол. Nagórki-Olszyny) — село в Польщі, у гміні Дробін Плоцького повіту Мазовецького воєводства.
Населення — 57 осіб (2011).
У 1975-1998 роках село належало до Плоцького воєводства.

## Демографія
Демографічна структура станом на 31 березня 2011 року:
|          | Загалом | Допрацездатний вік | Працездатний вік | Постпрацездатний вік |
| -------- | ------- | ------------------ | ---------------- | -------------------- |
| Чоловіки | 29      | 9                  | 19               | 1                    |
| Жінки    | 28      | 10                 | 10               | 8                    |
| Разом    | 57      | 19                 | 29               | 9                    |